# 预估-校正方法
在数值分析中，预估-校正方法是一类求解常微分方程的算法 - 找到一个未知的函数以满足一定微分方程。 所有这类算法以如下两个步骤进行： 
1. 首先，"预估"步，基于之前若干步的一组函数值及导数值拟合出的函数出发，进而外插此函数在后续点的值。
2. 其次，"校正"步，通过使用函数的 预估 值和 另一种方法 改进初始近似，以内插这一未知的函数在相同后续点的值。

## 预估-校正方法求解常微分方程
对于常微分方程(ODE)的数值解，预估–校正方法通常使用一个显式方法作为预估步和一个隐式方法作为校正步。

### 例如：欧拉方法与梯形规则
一个简单的预估–校正方法(即Heun方法)可以由欧拉法 (一个显式方法)和梯形规则 (一个隐式方法)构成。
考虑如下微分方程
{\displaystyle y'=f(t,y),\quad y(t_{0})=y_{0},}
并将步长大小记作 {\displaystyle h}.
首先，预估步：从当前的值 {\displaystyle y_{i}}开始，由欧拉方法计算初步估算值 {\displaystyle {\tilde {y}}_{i+1}} ，
{\displaystyle {\tilde {y}}_{i+1}=y_{i}+hf(t_{i},y_{i}).}
然后，校正步：使用梯形规则改善初步估算值，
{\displaystyle y_{i+1}=y_{i}+{\tfrac {1}{2}}h{\bigl (}f(t_{i},y_{i})+f(t_{i+1},{\tilde {y}}_{i+1}){\bigr )}.}
这一值在下一步使用。

### PEC模式和PECE模式
取决于应用校正步的频繁程度，预估-校正方法可以有多种不同的变体。 预估–评价–校正–评价(PECE)模式指的是，以上述例子为例：
{\displaystyle {\begin{aligned}{\tilde {y}}_{i+1}&=y_{i}+hf(t_{i},y_{i}),\\y_{i+1}&=y_{i}+{\tfrac {1}{2}}h{\bigl (}f(t_{i},y_{i})+f(t_{i+1},{\tilde {y}}_{i+1}){\bigr )}.\end{aligned}}}
也可以运用预估–评价–校正(PEC)模式，该模式每步只评价函数 f 一次：
{\displaystyle {\begin{aligned}{\tilde {y}}_{i+1}&=y_{i}+hf(t_{i},{\tilde {y}}_{i}),\\y_{i+1}&=y_{i}+{\tfrac {1}{2}}h{\bigl (}f(t_{i},{\tilde {y}}_{i})+f(t_{i+1},{\tilde {y}}_{i+1}){\bigr )}.\end{aligned}}}
此外，校正步可以多次重复，以希望实现一个更好的真实解的逼近值。 如果校正步运行两次即为PECECE模式：
{\displaystyle {\begin{aligned}{\tilde {y}}_{i+1}&=y_{i}+hf(t_{i},y_{i}),\\{\hat {y}}_{i+1}&=y_{i}+{\tfrac {1}{2}}h{\bigl (}f(t_{i},y_{i})+f(t_{i+1},{\tilde {y}}_{i+1}){\bigr )},\\y_{i+1}&=y_{i}+{\tfrac {1}{2}}h{\bigl (}f(t_{i},y_{i})+f(t_{i+1},{\hat {y}}_{i+1}){\bigr )}.\end{aligned}}}
PECEC模式比PECECE模式少了一次函数评价过程。
更一般地说，如果校正步运行 k 次，此方法即为P(EC)k
或P(EC)kE模式。 如果校正步是迭代直到收敛，这可以被称为PE(CE)∞.